# 7-я церемония «Грэмми»

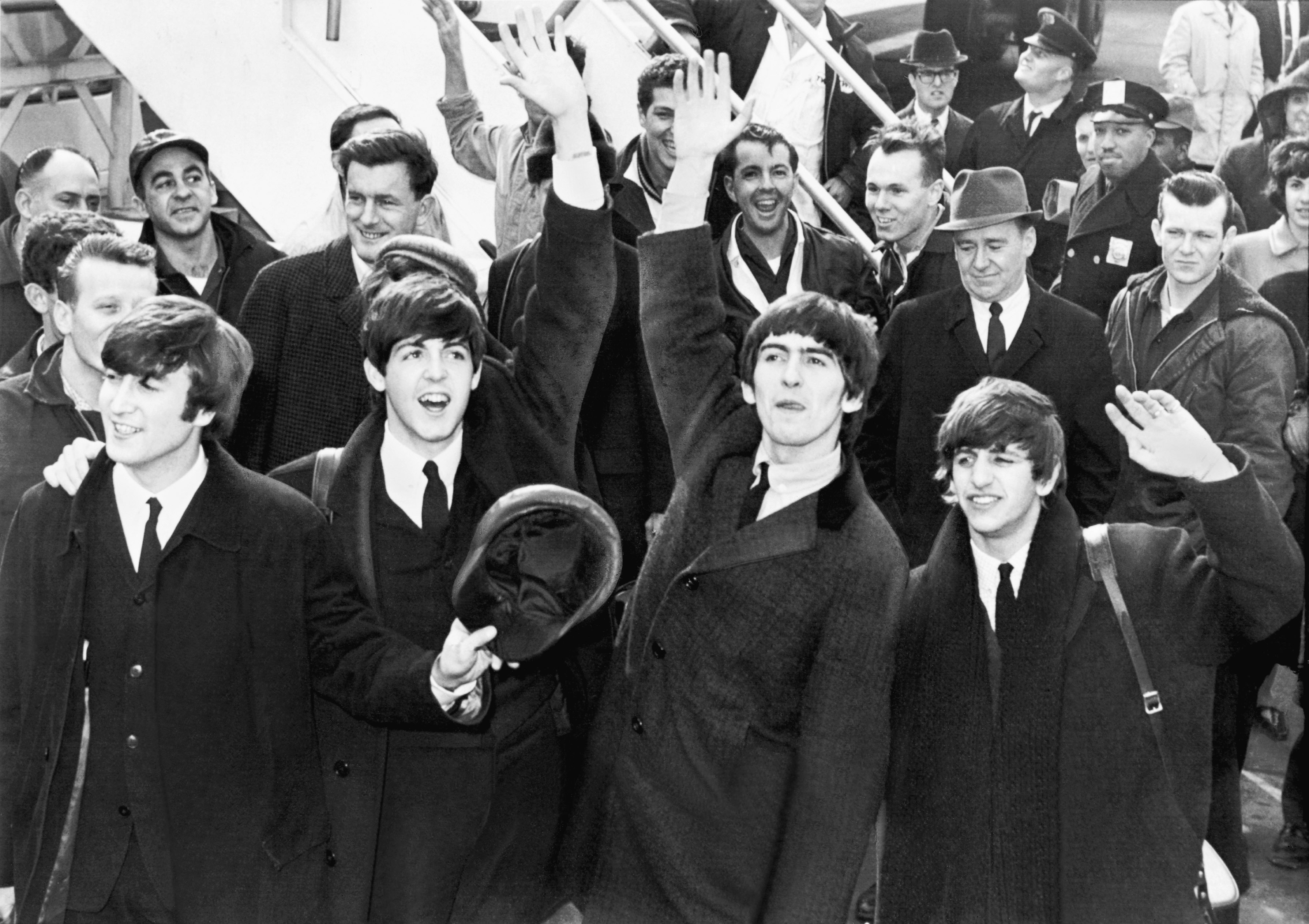
Лучший новичок 1965 года: The Beatles

7-я церемония вручения премий «Грэмми» состоялась 13 апреля 1965 года в Beverly Hilton Hotel (Беверли-Хиллз, Лос-Анджелес) по итогам прошлого 1964 музыкального года.

## Основная категория
- Запись года
  - Аструд Жилберту & Стэн Гетц за запись «The Girl from Ipanema»

- Альбом года
  - João Gilberto & Стэн Гетц за альбом «Getz/Gilberto»

- Песня года
  - Jerry Herman (автор) за песню «Hello, Dolly!» в исполнении Луи Армстронга

- Лучший новый исполнитель
  - The Beatles

## Кантри

### Лучшее женское кантри-исполнение
- Дотти Уэст — Here Comes My Baby

### Лучшее мужское кантри-исполнение
- Роджер Миллер — Dang Me

### Лучшая кантри-песня
- Роджер Миллер — Dang Me

## Поп

### Лучшее женское вокальное поп-исполнение
- Барбра Стрейзанд — «People»

### Лучшее мужское вокальное поп-исполнение
- Луи Армстронг — «Hello, Dolly!»

### Лучшее поп-исполнение группой
- The Beatles — «A Hard Day’s Night»